# S-74
S-74 —  миноносец, состоявший на вооружении Военно-морского флота Германии на рубеже XIX/XX веков. Всего был построен 1 миноносец этого типа (по программе 1894 года).

## Энергетическая установка
На кораблях типа в качестве ГЭУ была установлена трёхцилиндровая паровая машина (тройного расширения) мощностью 2500 л. с., состоящая из 2 котлов Торникрофта (в 1905 году заменены на 2 военно-морских котла). Максимальные запасы топлива на миноносцах типа составляли 40 тонн угля.

## Вооружение
Миноносец вооружался одним 50-мм орудием. Его торпедное вооружение состояло из трёх однотрубных 450-мм торпедных аппаратов.

## Служба
Миноносец был заложен в 1894 году, спущен на воду 7 ноября 1894 года, построен 25 октября 1895 года, 4 сентября 1914 года переименован в Т-74. Далее использовался в качестве плавбазы, позднее как тральщик. Вошёл в состав рейхсмарине, 26 января 1921 года был исключен из списков флота. Продан 23 апреля 1921 года и разобран в Вильгельмсхафене.